# Skoki narciarskie na Zimowej Uniwersjadzie 2005
Skoki narciarskie na Zimowej Uniwersjadzie 2005 – zawody w skokach narciarskich, które rozegrano w dniach 13–19 stycznia 2005 na skoczni Bergisel w Innsbrucku oraz Toni-Seelos-Olympiaschanze w Seefeld, w ramach Zimowej Uniwersjady 2005.

## Medaliści

### Kobiety
| Data             | Konkurencja                            | Złoto            | Srebro          | Brąz        |
| ---------------- | -------------------------------------- | ---------------- | --------------- | ----------- |
| 13 stycznia 2005 | Konkurs indywidualny na skoczni HS-100 | Daniela Iraschko | Monika Pogladič | Seiko Koasa |

### Mężczyźni
| Data             | Konkurencja                            | Złoto                                                      | Srebro                                                                  | Brąz                                                                       |
| ---------------- | -------------------------------------- | ---------------------------------------------------------- | ----------------------------------------------------------------------- | -------------------------------------------------------------------------- |
| 13 stycznia 2005 | Konkurs indywidualny na skoczni HS-100 | Manuel Fettner                                             | Reinhard Schwarzenberger                                                | Nejc Frank                                                                 |
| 14 stycznia 2005 | Konkurs drużynowy na skoczni HS-100    | Słowenia Anže Damjan Matevž Šparovec Rok Urbanc Nejc Frank | Polska Grzegorz Sobczyk Rafał Śliż Marcin Bachleda Krystian Długopolski | Austria Stefan Kaiser Christoph Strickner Alexander Seiwald Manuel Fettner |
| 19 stycznia 2005 | Konkurs indywidualny na skoczni HS-130 | Manuel Fettner                                             | Florian Liegl                                                           | Martin Koch                                                                |